# 迈泽塞迈赖
迈泽塞迈赖，是匈牙利赫维什州所辖的一个村。总面积21.48平方公里，总人口1295人，人口密度60.3人/平方公里（2011年1月1日）。